# Eicochrysops damiri
Eicochrysops damiri is een vlinder uit de familie van de Lycaenidae, de kleine pages, vuurvlinders en blauwtjes. De wetenschappelijke naam van de soort is voor het eerst gepubliceerd in 1995 door Bernard Turlin.
De soort komt voor in de Comoren.